# Madona z Dolní Kalné
Madona z Dolní Kalné (1340–1350) je gotická dřevěná socha pocházející z kostela Navštívení Panny Marie a sv. Václava v Dolní Kalné. Původně byla patrně určena pro klášter v Klášterské Lhotě na Vrchlabsku, zničený husity roku 1424. Je vystavena v expozici českého středověkého umění Národní galerie v Praze.

## Popis a zařazení
Plně plastická socha z lipového dřeva, záda vyhloubena, výška 130 cm. Polychromie je novější.
Neobvyklá kompozice s dítětem na levém boku, typika tváří i další znaky spojují madonu z Kalné s Madonou ze Seče. Postavy obou madon se od starších děl odlišují výrazným kontrapostem. Pravá volná noha spočívá na zaobleném podstavci a špička nohy proto směřuje dolů. Skladba záhybů drapérie obou madon je nápadně shodná, se svrchním pláštěm ukončeným pod koleny a přehozeným přes pravou ruku, pod níž vytváří plaménkový útvar. Oproti sečské madoně je však patrná tendence k sjednocení sochařského tvaru. Proporce postavy se zkrátily, hlava krk a ramena jsou mohutnější a Ježíšek je posazen nízko k levému boku a tvoří s tělem jednolitou hmotu. Jeho nohy jsou zahaleny do záhybu matčina pláště, který pod nimi vytváří vertikální trubicové záhyby.
Abstraktní linearismus záhybů drapérie sečské madony, které oddělovaly jednotlivé vrstvy a členily tvar sochy horizontálně, je u Madony z Dolní Kalné potlačen. Záhyby drapérie jsou měkčí a jednodušší a jejich systém je podřízen celkovému optickému sjednocení. To je patrné např. v navazujícím dlouhém diagonálním záhybu pláště a spodního šatu, který spadá od levé ruky k podstavci.
Ježíšek je znázorněn jako dítě hrající si s holubem (?) a vzhlížející k matce. Madona z Dolní Kalné představuje novou interpretaci tématu, která klade do popředí intimně lidský vztah matky a dítěte a zbavuje sochu funkce, podřízené reprezentaci abstraktní náboženské ideje. Madona z Dolní Kalné je stejně jako Madona ze Seče ovlivněna moravským sochařstvím a typem tváří i těsným přimknutím dítěte k matce má zřetelný vztah ke slohu Madon na lvu.

### Jiná díla
- Madona ze Seče
- Madony na lvu

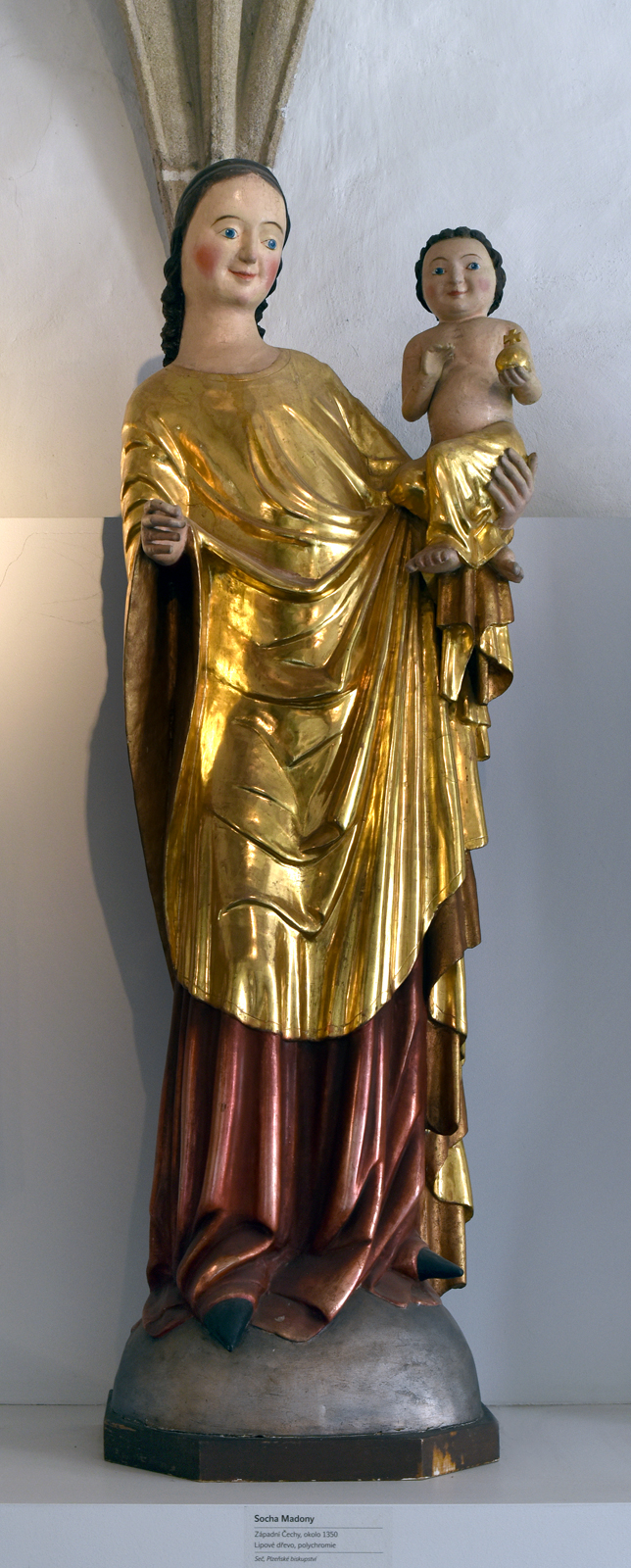
Madona ze Seče (kolem 1350)
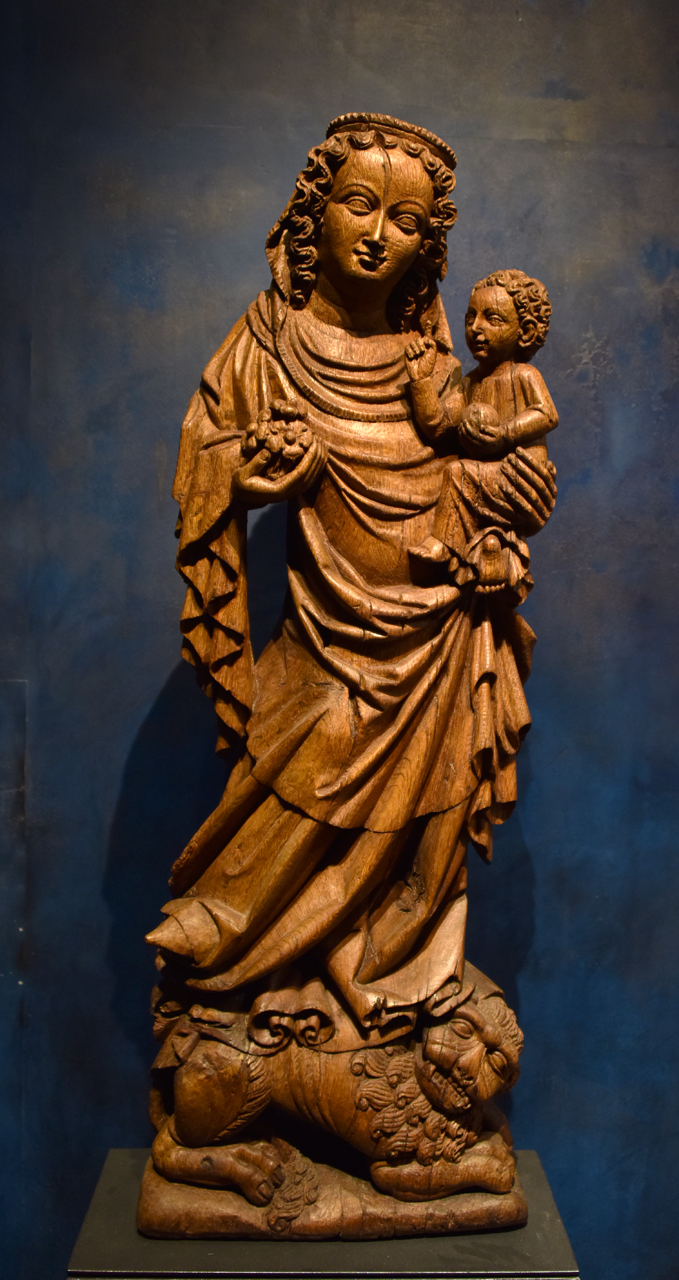
Madona na lvu z Klosterneuburgu (po 1350), Národní galerie v Praze